# Montlhéry
Montlhéry is een gemeente in het Franse departement Essonne (regio Île-de-France) en telt 5676 inwoners (1999). De plaats maakt deel uit van het arrondissement Palaiseau en is bekend omwille van het Autodrome de Linas-Montlhéry racecircuit met hoge snelheidsring dat er werd aangelegd medio jaren 20 van de 20e eeuw. Op 16 juli 1465 vochten Frankrijk en Bourgondië er de Slag bij Montlhéry uit.

## Geografie
De oppervlakte van Montlhéry bedraagt 3,3 km², de bevolkingsdichtheid is 1720,0 inwoners per km².
De onderstaande kaart toont de ligging van Montlhéry met de belangrijkste infrastructuur en aangrenzende gemeenten.

## Demografie
Onderstaande figuur toont het verloop van het inwonertal (bron: INSEE-tellingen).

## Sport
In 1933 werd het WK wielrennen op de Autodrome de Linas-Montlhéry verreden. Bij de beroepsrenners won de Fransman Georges Speicher met grote voorsprong. In 1978 won Jan Raas Parijs-Tours met een solo van dertig kilometer op het circuit. Montlhéry was één keer etappeplaats in de Tour de France. In 1993 won de Zwitser Tony Rominger er een individuele tijdrit.